# Brachystephanus densiflorus
Brachystephanus densiflorus är en akantusväxtart som beskrevs av E. Figueiredo. Brachystephanus densiflorus ingår i släktet Brachystephanus och familjen akantusväxter. Inga underarter finns listade i Catalogue of Life.